# Pietro Tenerani
Pietro Tenerani, född 11 november 1789 i Torano nära Carrara, död 14 december 1869 i Rom, var en italiensk skulptör.
Pietro Tenerani var i Rom elev åt Antonio Canova och Bertel Thorvaldsen.

## Verk i Rom i urval
- Gravmonument över Clelia Severini – portiken, San Lorenzo in Lucina (1825)
- Korsnedtagandet – San Giovanni in Laterano (1844; högrelief)
- Gravmonument över Pius VIII – San Pietro in Vaticano (1853–1866)
- Gravmonument över Gabriella di Savoia Massimo – San Lorenzo in Damaso
- Gravmonument över Maria Colonna – Cappella Lante della Rovere, Santa Maria sopra Minerva
- Gravmonument över Carlotta och Livia Lante della Rovere – Cappella Lante della Rovere, Santa Maria sopra Minerva
- Kristus överlämnar himmelrikets nycklar åt Petrus – San Paolo fuori le Mura (förgylld lågrelief)
- Den helige Benedictus – San Paolo fuori le Mura

## Bilder
| - Gravmonument över Clelia Severini. - Gravmonument över Pius VIII. - Pietro Teneranis gravmonument i Santa Maria degli Angeli. |